# Nicholas Murray Butler
Nicholas Murray Butler (Elizabeth, 2 de abril de 1862-Nueva York, 7 de diciembre de 1947) fue un político, pedagogo y filósofo estadounidense ganador del premio Nobel de la Paz al lado de  Jane Addams en 1931.

## Biografía
Hijo de un obrero, de joven destacó por su capacidad para el estudio; a los veintidós años ya había obtenido el doctorado en el Columbia College, prosiguió sus estudios en París y Berlín y fue profesor en la Universidad Johns Hopkins. En 1901 pasó a ser rector de la recién creada Universidad de Columbia. Fue presidente de la Fundación Carnegie entre 1925 y 1945.
Gracias a su impulso se creó la Escuela de Maestros, con el objetivo de dar una sólida formación pedagógica a los futuros profesores. Fundó la Educational Review, de la que fue editor durante treinta años; formó parte del Consejo de Admisión de Estudiantes, del Consejo de Educación de Nueva Jersey (1887-1895) y redactó informes sobre la situación de la enseñanza en el Estado, además de colaborar en política desde 1888 como delegado en la convención republicana.
Gracias a su impulso se creó la Escuela de Maestros, con el propósito de ofrecer una sólida capacitación pedagógica a los futuros instructores. Fundó la Educational Review, de la que fue editor a lo largo de treinta años; formó una parte del Consejo de Admisión de Estudiantes, del Consejo de Educación de Nueva Jersey (1887-1895) y redactó reportes sobre la situación de la enseñanza en el Estado, aparte de ayudar en política desde 1888 como encargado en la convención republicana.
Fue miembro del Partido Republicano y delegado en la Convención Republicana desde 1888 hasta 1936. En 1912, tras la muerte del vicepresidente James Sherman, entró como candidato a la Vicepresidencia de los Estados Unidos junto al presidente saliente, William H. Taft. Pero en las elecciones consiguieron únicamente el 23 % de los votos (8 electores) y les adelantó la candidatura disidente de Theodore Roosevelt con el 27 % de votos. El presidente elegido será el demócrata Woodrow Wilson con el 42 %. Se presentó a las Elecciones Primarias de nuevo en 1920, pero fue derrotado por Warren G. Harding y volvió a fracasar en 1928.
En 1931 le fue concedido el premio Nobel de la Paz, compartido con Jane Addams, por su apoyo al Pacto Briand-Kellogg.